# Палау-и-Куэр, Франциск
Франциск Палау-и-Куэр (исп. Francisco Palau y Quer, кат. Francesc Palau i Quer; 29 декабря 1811[…], Айтона — 20 марта 1872[…], Таррагона), в монашестве Франциск Иисуса-Марии-Иосифа (исп. Francisco de Jesús María y José, кат. Francesc de Jesús, Maria i Josep) — блаженный Римско-католической церкви, священник Ордена босых кармелитов (O.C.D.), основатель двух конгрегаций: Кармелитки — терезианские миссионерки (C.M.T.) и Кармелитки-миссионерки (C.M.), церковный писатель.

## Биография
Франциск Палау-и-Куэр родился 29 декабря 1811 года в Айтоне, в Каталонии в Испании в семье крестьян Хосепа Палау и Марии Антонии Куэр.
В октябре 1828 года он поступил в семинарию в Лериде, где заслужил стипендию, позволившую ему продолжить обучение. В 1832 году, после трех лет изучения философии и годичного курса по теологии, отказался от стипендии и 23 октября 1832 года поступил послушником в монастырь Святого Иосифа в Барселоне, принадлежавший Ордену Босых Кармелитов, где принял имя Франциска Иисуса-Марии-Иосифа. Здесь 15 ноября 1833 года он принес монашеские обеты.
В 1835 году, из-за преследования клириков со стороны светских властей Испании, все монашеские институты в стране были упразднены. Монастырь Святого Иосифа в Барселоне подвергся разорению и был сожжен. Некоторое время Франциск Иисуса-Марии-Иосифа подвизался в пещере недалеко от древней часовни Святого Иоанна де Карратала̀. Он был рукоположен в священники в Барбастро 2 апреля 1836 года.
Служил священником на приходе в Айтоне, затем нес служение капеллана в военном госпитале карлистов в Берга. После поражения карлистов в 1840 году был вынужден эмигрировать во Францию, где вел жизнь отшельника в Пиренеях, служил на приходах в деревнях Мондезир, Ливрен и Кантайре и писал духовные сочинения. Здесь он познакомился с писательницей Евгенией де Герен и Хуаной Гратиас, вместе с которой предпринял первую попытку основать женский институт посвященной жизни.
21 апреля 1851 годы вернулся в Испанию, где был назначен ректором семинарии в Барселоне и настоятелем церкви Святого Августина. В Барселоне им была основана «Школа добродетели» (Escuela de la Virtud), в которой он проповедовал каждое воскресенье. Его апостольство и известные симпатии к карлистам вызывали неудовольствие у либерального правительства. Франциска Иисуса-Марии-Иосифа обвинили в вдохновении беспорядков 1854 года и отправили в ссылку на остров Ибица из группы Балеарских островов.
Но и во время ссылки продолжил своё апостольство сначала на Ибице, затем на островах Майорка и Менорка. Для молитвенного уединения он удалялся на скалистый островок Ведра. В деревне Ранда на Майорке им был восстановлен монастырь. В 1860 году его признали полностью невиновным в беспорядках и позволили вернуться из ссылки. Но еще на Балеарских островах в том же году он основал Третий орден босых кармелитов. Ныне мужская ветвь этого ордена угасла (последствия Гражданской войны в Испании), а женская разделилась на Кармелиток-миссионерок и Кармелиток — терезианских миссионерок. Среди первых сподвижниц Франциска Иисуса-Марии-Иосифа была его племянница Тереза Хорнет-и-Ибарс, позднее основавшая конгрегацию Малых сестёр покинутых пожилых людей для ухода за пожилыми людьми из малообеспеченных слоев населения. Во время ссылки им была написана автобиография «Моё отношение к Церкви» (Mis relaciones con la Iglesia).
С 1864 года Франциск Иисуса-Марии-Иосифа продолжил своё апостольство в Каталонии. Он нес служение экзорциста. В 1867 году его поставили руководителем терциариев-босых кармелитов Испании, для которых в марте 1872 года им были составлены и изданы конституции. В феврале 1872 года во время эпидемии чумы он лично открыл в Калассансе, в Уэске хоспис для заболевших людей, и здесь заразился сам.
Франциск Иисуса-Марии-Иосифа (в миру Франциск Палау-и-Куэр) скончался в Таррагоне, в Каталонии в Испании 20 марта 1872 года.

## Сочинения
- Проповеди и послания:
  - Lucha del alma con Dios, Montauban 1843.
  - Catecismo de las Virtudes, Barcelona 1852.
  - La escuela de la virtud vindicada, Madrid 1859.
  - Mes de María: flores del mes de mayo, Barcelona 1862.
  - La Iglesia de Dios figurada, Barcelona 1865.
- Автобиографии:
  - La vida solitaria.
  - Mis relaciones con la Iglesia.
  - Cartas.

Конституции терциарных босых кармелитов в редакциях 1851, 1862, 1863, 1866—1867 и 1872 годов.

## Почитание
Процесс по причислению Франциска Палау-и-Куэра к лику блаженных был открыт в Риме 15 апреля 1958 года. Причислен к лику блаженных папой Иоанном Павлом II в Риме 24 апреля 1988 года.
Литургическая память ему отмечается в Церкви 20 марта; дополнительно в Ордене Босых Кармелитов — 7 ноября.